# Terry Deary

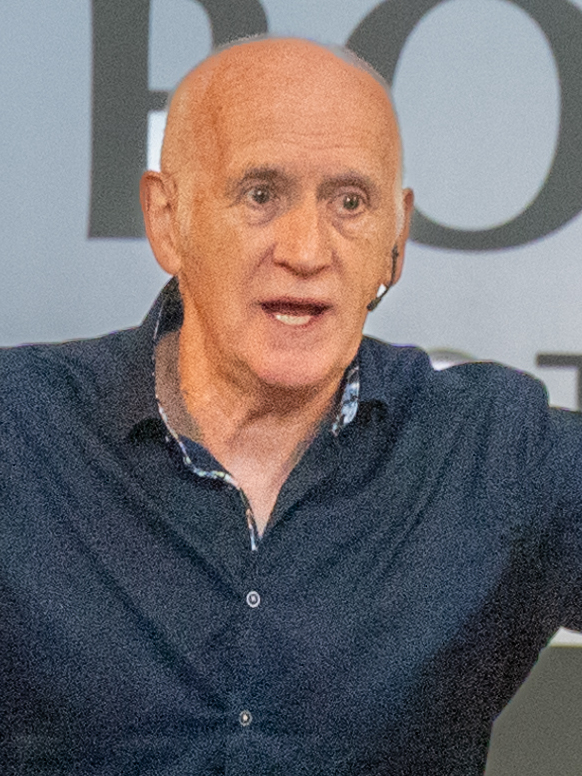
Terry Deary

William Terence „Terry“ Deary (* 3. Januar 1946 in Sunderland) ist ein britischer Schriftsteller.
In seinen 30 Jahren als Autor schrieb er 175 Bücher, die in 35 Sprachen übersetzt wurden. Deary schrieb auch fürs Fernsehen und das Theater sowie für einige Radioshows. Er ist seit 1975 verheiratet und hat eine Tochter.

## Werke (Auswahl)
- Kolossal, die Römer!, Bindlach : Loewe, 1999,
- Sagenhaft, die Griechen, Bindlach : Loewe, 1998
- Unverwüstlich, die Ägypter, Bindlach : Loewe, 1998,
- Das grosse Buch der Geister-, Horror-, Monster-Geschichten, Sammelband, Wien : G und G

## Preise und Auszeichnungen
- 2001 und 2002 erhielt er den Blue Peter Book Award für Kinderliteratur in der Kategorie „Best Book of Knowledge“.[1]
- Im Jahr 2000 erhielt er von der University of Sunderland die Ehrendoktorwürde für Erziehung.